# Microsoft Office 2003
Microsoft Office 2003 (tên mã là Office 11) là một phầm mềm văn phòng được viết và phân phối bởi Microsoft dành cho hệ điều hành Windows. Nó được phát hành dành cho nhà sản xuất vào 18 tháng 8 năm 2003 và phát hành lên toàn cầu vào 21 tháng 10 năm 2003, với phiên bản trước là Office XP, phiên bản sau là Office 2007. Đây là phiên bản cuối cùng của Office có định dạng tập tin "97-2003" làm mặc định, và là phiên bản cuối cùng sử dụng thanh công cụ theo mục lục (Word, Excel, PowerPoint và Outlook). Một gói cập nhật tương thích được phát hành cho Office 2003 với định dạng mới OOXML vào 2007.

## Phần mềm
- Word 2003
- Excel 2003
- PowerPoint 2003
- Outlook 2003 (có hoặc không Business Contact Manager)
- Access 2003
- Publisher 2003
- InfoPath 2003
- Project 2003 (Standard hay Professional)
- Visio 2003 (Standard hay Professional)
- FrontPage 2003
- OneNote 2003

## Phiên bản
Có 5 phiên bản dành cho Microsoft Office 2003: Basic, Student và Teacher, Standard, Small Business, và Profession editions. Phiên bản Basic chỉ bán lẻ dành cho nhà sản xuất. Student and Teacher được bán thông qua kênh bán lẻ từ bộ giáo dục.

| Application | Office Basic | Student and Teacher | Standard | Small Business                  | Professional                    |
| ----------- | ------------ | ------------------- | -------- | ------------------------------- | ------------------------------- |
| Word        | Có           | Có                  | Có       | Có                              | Có                              |
| Excel       | Có           | Có                  | Có       | Có                              | Có                              |
| Outlook     | Có           | Có                  | Có       | Có với Business Contact Manager | Có với Business Contact Manager |
| PowerPoint  | Không        | Có                  | Có       | Có                              | Có                              |
| Publisher   | Không        | Không               | Không    | Có                              | Có                              |
| Access      | Không        | Không               | Không    | Không                           | Có                              |
| InfoPath    | Không        | Không               | Không    | Không                           | Chỉ phiên bản Doanh nghiệp      |
| OneNote     | Không        | Không               | Không    | Không                           | Không                           |
| FrontPage   | Không        | Không               | Không    | Không                           | Không                           |
| Visio       | Không        | Không               | Không    | Không                           | Không                           |
| Project     | Không        | Không               | Không    | Không                           | Không                           |

Toàn bộ phiên bản còn lại có thể mua tại toàn bộ đại lý bất kỳ.

## Bản cập nhật
Gói dịch vụ 1 dành cho Office 2003 phát hành vào 27 tháng 7 năm 2004, dịch vụ 2 vào 27 tháng 9 năm 2005 và dịch vụ 3 vào 17 tháng 9 năm 2007. Bản cập nhật tổng hợp Office 2003 từ Gói dịch vụ 3 giải quyết nhiều vấn đề tương thích và lỗi ở Windows Vista và hệ điều hành tiếp thúc, và là bản cập nhật chứa gói dịch vụ 1 và 2 cùng với những bản cập nhật trước thông qua Windows Update. Hỗ trợ chính thức kết thúc vào 14 tháng 4 năm 2009 và ngưng cung cấp hỗ trợ mở rộng vào 8 tháng 4 năm 2014, cùng Windows XP.
Gói dịch vụ 3 này bao gồm các bản cập nhật bảo mật mới và quan trọng. Gói dịch vụ này cũng bao gồm các bản cập nhật đã phát hành trước đây cho Office 2003:
- Office 2003 Service Pack 1
- Office 2003 Service Pack 2
- Cập nhật cho Office 2003.
- Cập nhật Bảo mật cho Office 2003
- Cập nhật Bảo mật cho Excel 2003
- Cập nhật cho InfoPath 2003
- Cập nhật cho Outlook 2003
- Cập nhật Bảo mật cho Outlook 2003
- Cập nhật Bảo mật cho PowerPoint 2003
- Cập nhật Bảo mật cho Publisher 2003
- Cập nhật Bảo mật cho Word 2003

Gói Dịch vụ 3 cũng bao gồm các cải tiến về sự ổn định được phát triển do kết quả của ý kiến người dùng từ Bản phân tích Microsoft Online trong Office 2003 và từ phản hồi Hỗ trợ Sản phẩm của Microsoft. Một số thay đổi trong Gói Dịch vụ 3 thay đổi hành vi của Office 2003, bao gồm những thay đổi làm vô hiệu hóa một số tính năng theo mặc định và tăng kiểm soát cho người quản trị máy tính. Những thay đổi bao gồm:
- Office 2003 có thể không mở được một số dạng thức tệp nào đó.
- Các biểu mẫu MAPI không chạy trong các cặp công cộng và cặp người dùng.
- Office 2003 giờ có thể được cấu hình để cho phép hoặc từ chối các cấu phần COM cụ thể.
- Một số cấu phần COM với các đặc tính không thông dụng có thể không hoạt động như mong muốn.
- Những thay đổi được thực hiện đối với hành vi của Microsoft Office Document Imaging.
- Phần đính kèm với đuôi mở rộng.gadget không còn mở được trong Outlook.
- Các bổ-trợ của Access không còn được mọi người dùng cấu hình để sử dụng.
- Thiết đặt Lưu Nhanh trong Microsoft Office Word đã bị loại bỏ.
- Các tài liệu được lưu theo một số dạng thức nào đó không còn chứa số hiệu phiên bản của Office.
- Một số macro trong dạng thức tệp Excel cũ hơn đã được tăng tường bảo mật.